# Magomeni (Kilosa)
Magomeni è una circoscrizione urbana (urban ward) della Tanzania situata nel distretto di Kilosa, regione di Morogoro. Conta una popolazione di 11 998 abitanti (censimento 2012).